# Trauerjahr
Das Trauerjahr, auch Wartezeit oder Wartepflicht bezeichnet in der Rechtsgeschichte die Frist, innerhalb derer eine Witwe nicht wieder heiraten durfte.
Das Trauerjahr hatte eine weitere Bedeutung darin, dass Witwen nach Ableben ihres im Staatsdienst befindlichen Gatten noch ein weiteres Jahr dessen Bezüge erhielten. Nach § 46 SGB VI wird eine Witwenrente längstens für 24 Monate gewährt, nicht jedoch bei Wiederverheiratung.
Im Trauerjahr wurde eine schwarze bzw. dunkle Bekleidung bei Frauen bzw. ein Trauerflor bei Männern erwartet.

## Ursprung
Das Konzept ist auf das Römische Recht zurückzuführen. Die nächsten Verwandten hatten während der Trauerzeit (tempus lugendi, von lateinisch lugere = traurig, in Trauer sein) bei Strafe der Infamie die Trauer um den Verstorbenen durch Anlegung von Trauerkleidung, Enthaltung von der Teilnahme an Festlichkeiten und dergleichen zu bezeigen. Während die Trauerzeit dem verwitweten Ehemann sofort eine neue Ehe erlaubte, gestattete schon das ältere Römische Recht dies der Frau nicht vor Ablauf von 10 Monaten, um eine Ungewissheit über die Vaterschaft der nach dem Todesfall von der Witwe geborenen Kinder zu vermeiden. Später wurde dieser Zeitraum auf ein volles Trauerjahr (annus luctus) verlängert.

## Gesetzliche Regelung

### Deutschland
In Deutschland galt nach § 1313 des Bürgerlichen Gesetzbuchs (BGB) in der Fassung vom 1. Januar 1900 eine Frist von zehn Monaten. Ausnahmen waren möglich, wenn die Witwe vorher geboren hatte oder nachweisen konnte, von ihrem verstorbenen Ehemann nicht schwanger zu sein. Dies konnte durch die Untersuchung einer Hebamme geschehen. Die vorzeitige Heirat war jedoch nicht ungültig, das Trauerjahr also nur ein aufschiebendes Ehehindernis.
Mit dem Ehegesetz (EheG) von 1938 wurde das Recht der Eheschließung aus dem BGB herausgelöst. Die 10-monatige Wartefrist wurde unverändert in § 11 EheG übernommen. Auch das anschließende Gesetz Nr. 16 des Kontrollrats (Ehegesetz)
vom 20. Februar 1946 enthielt in § 8 das 10-monatige Eheverbot. Dieses war jedoch nicht sanktionsbewehrt. Eine verbotswidrig vor Ablauf der Wartezeit geschlossene Ehe konnte weder für nichtig erklärt noch aufgehoben werden. Außerdem wurde von dem Verbot fast ausnahmslos Befreiung erteilt. Es war deshalb praktisch bedeutungslos.
Mit Art. 14 § 13 des Gesetzes zur Reform des Kindschaftsrechts (Kindschaftsrechtsreformgesetz – KindRG) vom 16. Dezember 1997 wurde § 8 EheG, mit dem Gesetz zur Neuordnung des Eheschließungsrechts (Eheschließungsrechtsgesetz – EheschlRG) vom 4. Mai 1998 das noch bestehende EheG insgesamt aufgehoben. Das Eherecht wurde wieder in das BGB eingegliedert.
Für das Gebiet der DDR war das EheG von 1938 durch Beschluss des Ministerrats der UdSSR über die Auflösung der Hohen Kommission der Sowjetunion in Deutschland vom 20. September 1955 außer Wirkung gesetzt worden. Weder die Verordnung über Eheschließung und Eheauflösung (EheVO) vom 24. November 1955 noch das Familiengesetzbuch der Deutschen Demokratischen Republik vom 20. Dezember 1965 enthielten ein dem Trauerjahr entsprechendes Eheverbot.

### Österreich
Das österreichische Allgemeine bürgerliche Gesetzbuch von 1811 beschränkte im Eherecht (§§ 44–136) die Frist auf sechs Monate für die nichtschwangere Witwe, mit der Möglichkeit der Verkürzung auf drei Monate. Dieser Dispens bedurfte der behördlichen Zustimmung (sog. politischer Ehekonsens). Vor Ablauf von drei Monaten sollte keine neue Ehe geschlossen werden. Bei Verstoß war die neue Ehe zwar gültig, die Frau musste aber auf den so genannten Ehegewinn aus der früheren Ehe verzichten, der Ehemann konnte die Ehe nicht anfechten.
Nach dem „Anschluss Österreichs“ im März 1938 galt das nationalsozialistische Ehegesetz von Juli 1938 auch dort.
Mit dem Gesetz vom 26. Juni 1945 über Maßnahmen auf dem Gebiete des Eherechtes, des Personenstandsrechtes und des Erbgesundheitsrechtes wurden die ideologisch bestimmten Regelungen des EheG in Österreich aufgehoben. Der restliche Teil des Ehegesetzes wurde gem. § 2 R-ÜG in das Recht der Zweiten Republik übergeleitet. Der Reformgesetzgeber hat das Familienrecht seitdem vielfach und grundlegend umgestaltet. In der aktuell geltenden Fassung sind die Vorschriften der §§ 11–14 EheG nicht mehr vorhanden.